# Carrozza a cuccette
Le carrozze a cuccette sono rotabili atti al trasporto di passeggeri nelle ore notturne, per permettere ai passeggeri stessi di dormire durante il viaggio; Esse, infatti, sono allestite con cabine a cuccette (grossi sedili reclinabili a 90º), come nel caso delle carrozze UIC-X, o di letti veri e propri, come nel caso delle carrozze di tipo MU e T3 (ex T2S).

## Aumento del comfort
Nel corso del tempo, le varie carrozze atte ai treni notte, hanno ricevuto diversi processi di revamping, al fine di aumentare il comfort dei passeggeri, come nel caso delle carrozze di tipo UIC-X, le quali, originalmente adottavano sei posti cuccette per ogni cabina. Tuttavia, dalla metà degli anni '90, esse ricevettero un grosso processo di revamping, il quale, oltre a modificare l'aspetto interiore ed esteriore delle carrozze stesse, ha ridotto a quattro il numero di cuccette per ogni cabina.
La stessa cosa è avvenuta per le carrozze di tipo MU, le quali, fra il 2000 e il 2010, anch'esse sono state oggetto di revamping, con la medesima finalità: migliorarne il comfort.

## Carrozze italiane adibite al servizio notturno

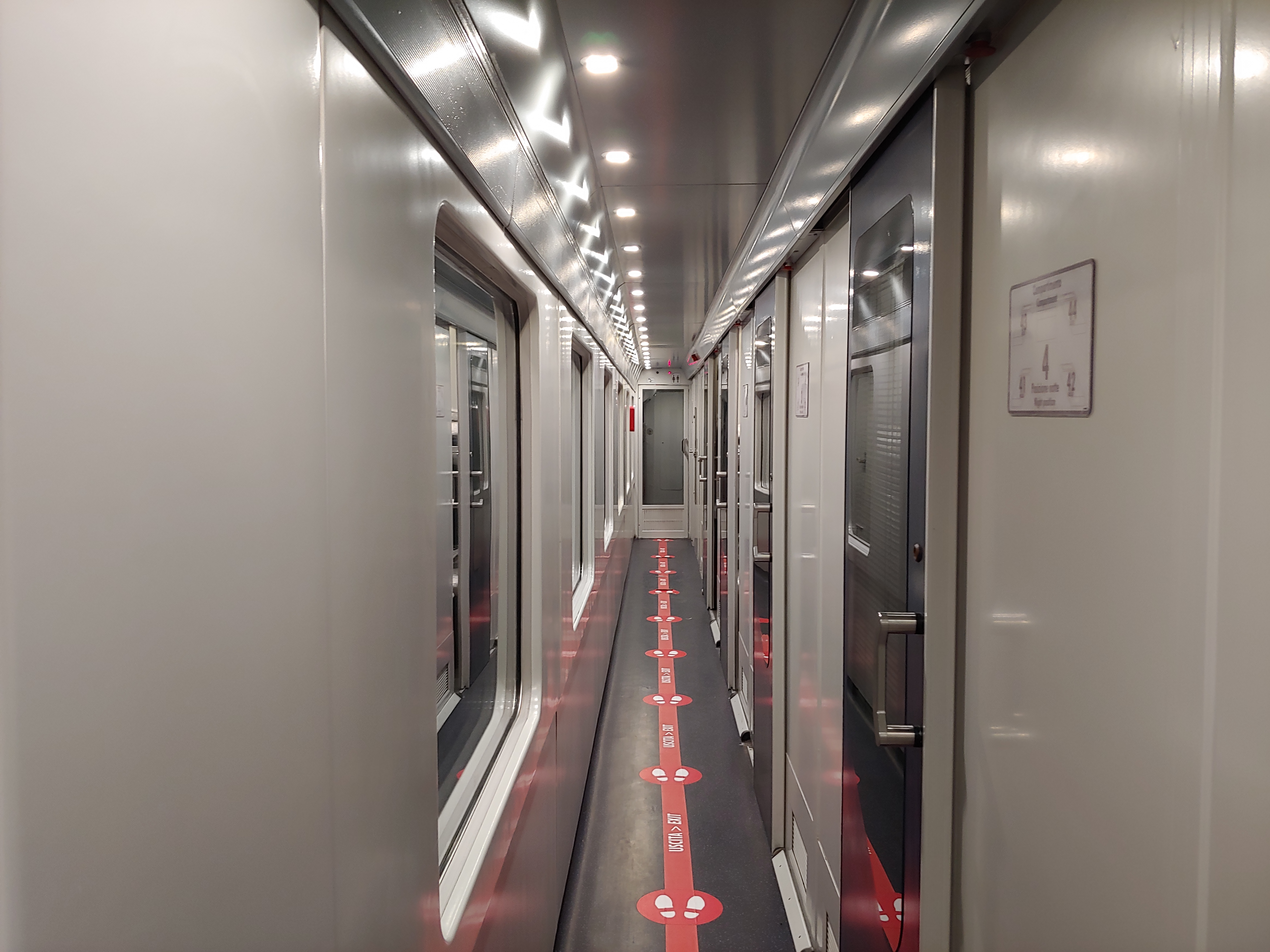
Il corridoio di una carrozza a cuccette UIC-X, revampizzata, con quattro cuccette per ogni cabina (originalmente erano sei).

### Carrozze a cuccette
- Carrozze 1959;
- Carrozze UIC-X.

### Carrozze letti
- Carrozze Y;
- Carrozze MU;
- Carrozze T2 e T2S;
- Carrozze T3 e T3S.

### Altre carrozze
- Carrozze UIC-X a scompartimenti, ma senza cuccette;
- Carrozze UIC-X, revisione "Giubileo".

## Servizi espletati
Generalmente, queste carrozze espletavano servizi come i Treni Espressi e gli InterCity Notte; ma dalla fine del 2012, il servizio dei treni espressi fu soppresso.

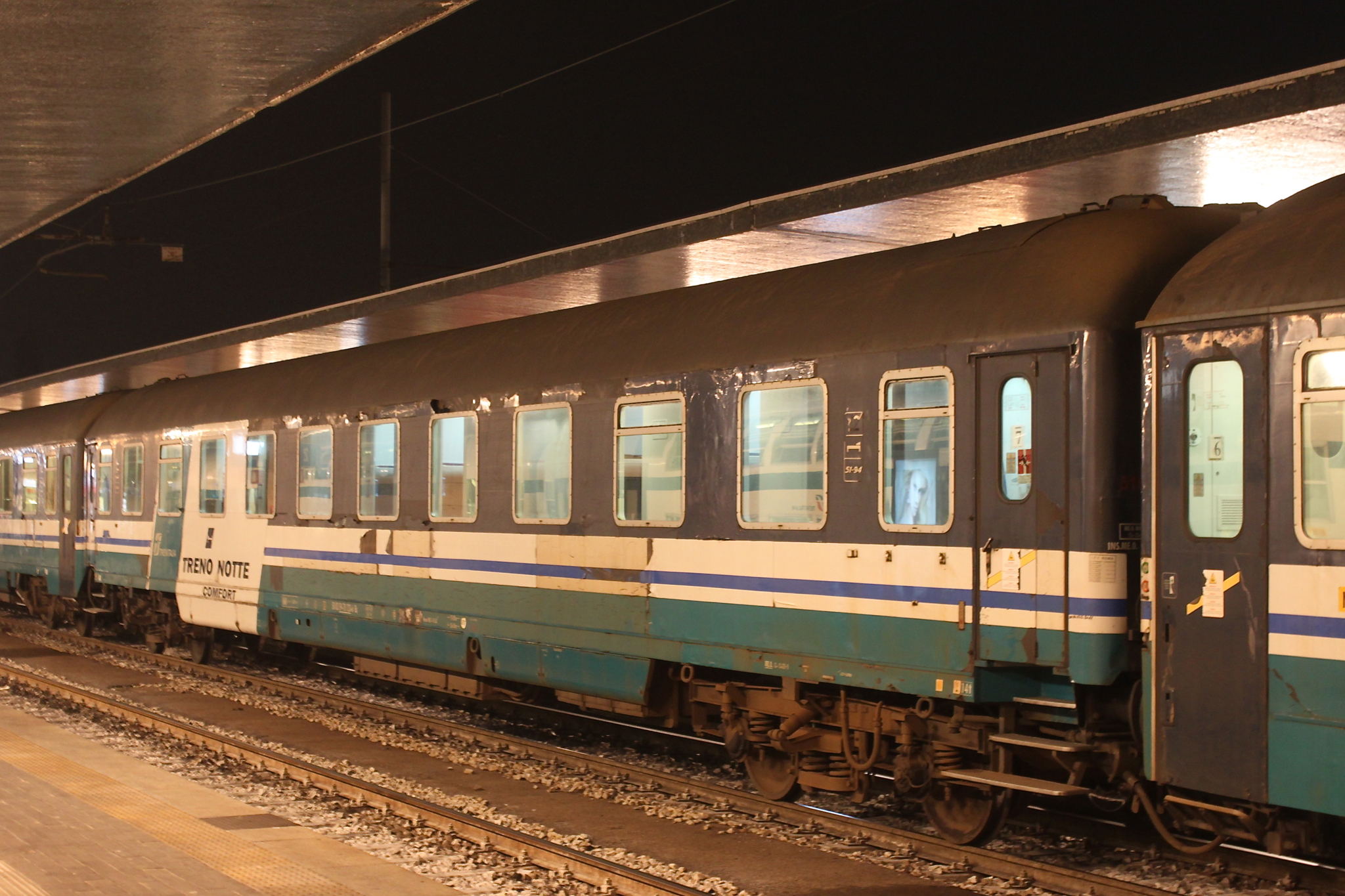
Il treno espresso 1931, denominato "Freccia della Laguna", proveniente da Messina e Palermo, alla stazione di Venezia Santa Lucia, 10 dicembre 2011.

## Differenze rispetto alle carrozze letti

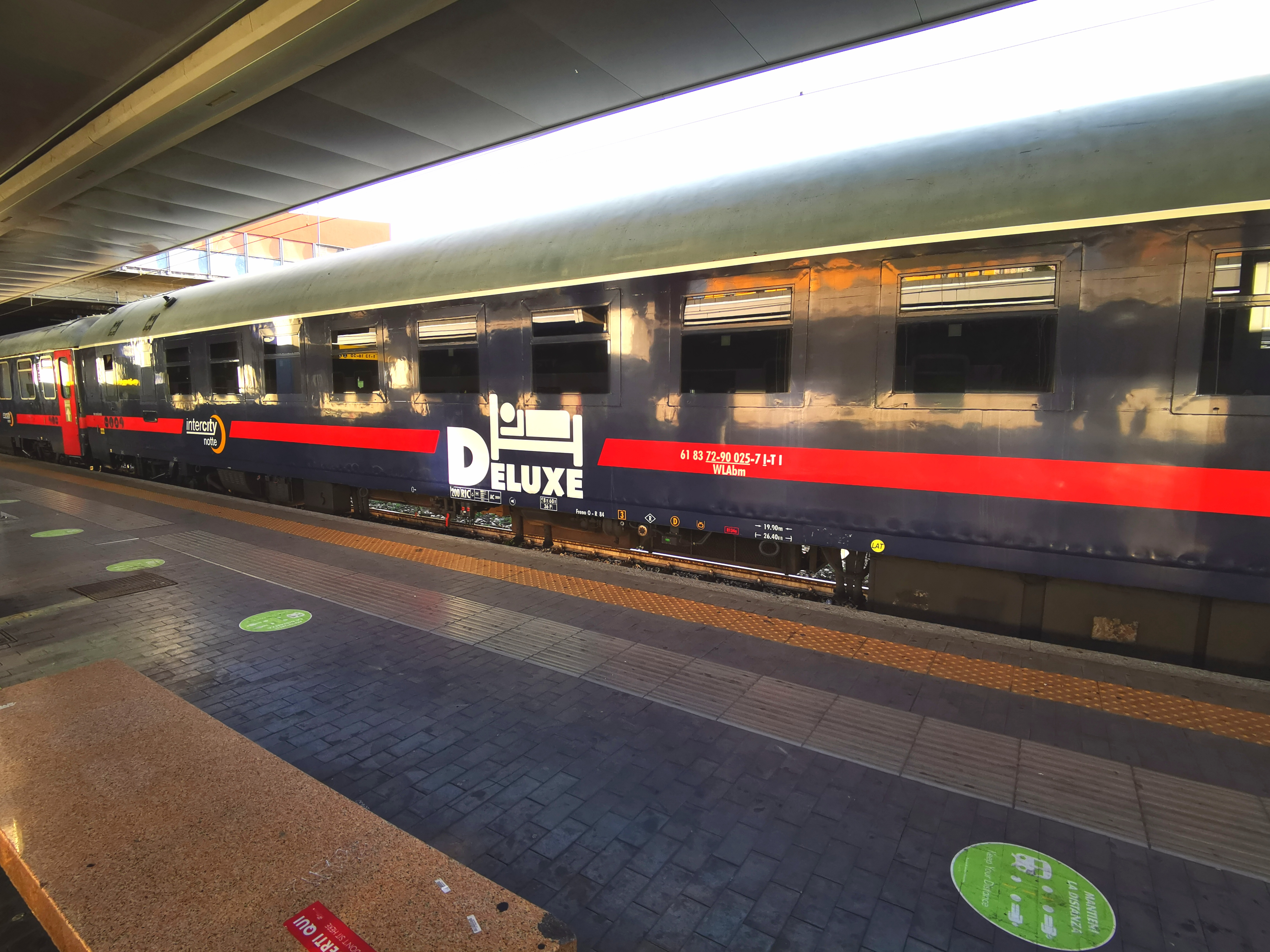
Una carrozza letti, tipo "MU", nella nuova livrea "InterCity Notte", con il pittogramma del servizio offerto (Deluxe).

Le carrozze a cuccette si differenziano dalle carrozze letti, poiché quest'ultime hanno dei letti veri e propri.
Inoltre, con le carrozze letti, è possibile avere maggior privacy e comfort durante il viaggio, questo perché la carrozza letti di tipo "MU", offre anche cabine con un solo letto, comprese di lavabo ed armadietto per i vestiti.
Le carrozze "T3S" (ex "T2S"), offrono anche il servizio doccia.